# پشته‌توک
پشته‌توک (به لاتین: Peştətük) یک منطقه مسکونی در جمهوری آذربایجان است که در شهرستان لریک واقع شده است.

## جمعیت
پشته‌توک ۱۹۷ نفر جمعیت دارد.

## ریشه واژه
پشته در زبان تالشی به‌معنی تپه است و توک به‌معنی برنج یا شلتوک است و معنای کلی آن می‌شود منطقه کاشته شده در پای کوه.